# أنجيلو دندي
أنجيلو دندي (بالإنجليزية: Angelo Dundee)‏ (30 أغسطس 1921 - 1 فبراير 2012) كان مدرب الملاكم الأمريكي الراحل محمد علي من عام 1960 وحتى عام 1981.

## روابط خارجية
- أنجيلو دندي على موقع قاعة فلوريدا للمشاهير الرياضية (الإنجليزية)